# Carolina de Waldeck-Pyrmont
Carolina de Waldeck-Pyrmont  (14 de agosto de 1748 - 18 de agosto de 1782), fue una princesa alemana.

## Vida
Se casó con el duque Peter von Biron, el 15 de octubre de 1765. La relación entre Carolina y Peter era infeliz, el príncipe se distinguía por un temperamento violento y a veces golpeaba a su esposa mientras estaba borracho. La turbulenta vida personal de Peter despertó el disgusto de la emperatriz Catalina II de Rusia, que su padre nunca permitió. La unión produjo solo un hijo, que nació muerto el 16 de noviembre de 1766.
El 15 de mayo de 1772 siguió un divorcio. Carolina paso el resto de su vida en Suiza.